# Division 1 (Bélgica) 2003-04
La Primera División de Bélgica 2003/04 fue la 101.ª temporada de la máxima competición futbolística en Bélgica.

## Tabla de posiciones
| Pos | Equipo                     | PJ | PG | PE | PP | GF | GC | Pts | DG  | Notas                                                     |
| --- | -------------------------- | -- | -- | -- | -- | -- | -- | --- | --- | --------------------------------------------------------- |
| 1   | R.S.C. Anderlecht          | 34 | 25 | 6  | 3  | 77 | 27 | 81  | +50 | Clasificado a la Liga de Campeones de la UEFA 2004-05 [1] |
| 2   | Club Brugge                | 34 | 22 | 6  | 6  | 77 | 31 | 72  | +46 | Clasificado a la Liga de Campeones de la UEFA 2004-05 [1] |
| 3   | Standard Liège             | 34 | 18 | 11 | 5  | 68 | 31 | 65  | +37 | Clasificado a la Copa de la UEFA 2004-05                  |
| 4   | K.R.C. Genk                | 34 | 17 | 8  | 9  | 58 | 40 | 59  | +18 | Clasificado a la Copa Intertoto de la UEFA 2004           |
| 5   | R.E. Mouscron              | 34 | 15 | 14 | 5  | 64 | 42 | 59  | +22 |                                                           |
| 6   | K.V.C. Westerlo            | 34 | 14 | 10 | 10 | 51 | 45 | 52  | +6  | Clasificado a la Copa Intertoto de la UEFA 2004           |
| 7   | K.F.C. Germinal Beerschot  | 34 | 11 | 11 | 12 | 34 | 40 | 44  | -6  |                                                           |
| 8   | R.A.A. Louviéroise         | 34 | 10 | 14 | 10 | 45 | 46 | 44  | -1  |                                                           |
| 9   | K.A.A. Gent                | 34 | 8  | 16 | 10 | 33 | 34 | 40  | -1  | Clasificado a la Copa Intertoto de la UEFA 2004           |
| 10  | Lokeren                    | 34 | 10 | 9  | 15 | 45 | 54 | 39  | -9  |                                                           |
| 11  | Lierse S.K.                | 34 | 8  | 15 | 11 | 33 | 40 | 39  | -7  |                                                           |
| 12  | K.S.K. Beveren             | 34 | 11 | 5  | 18 | 45 | 58 | 38  | -13 | Clasificado a la Copa de la UEFA 2004-05                  |
| 13  | K. Sint-Truidense V.V.     | 34 | 9  | 11 | 14 | 36 | 50 | 38  | -14 |                                                           |
| 14  | Cercle Brugge K.S.V.       | 34 | 7  | 14 | 13 | 28 | 52 | 35  | -24 |                                                           |
| 15  | R. Charleroi S.C.          | 34 | 8  | 9  | 17 | 35 | 47 | 33  | -12 |                                                           |
| 16  | R.A.E.C. Mons              | 34 | 7  | 12 | 15 | 29 | 52 | 33  | -23 |                                                           |
| 17  | K. Beringen-Heusden-Zolder | 34 | 7  | 7  | 20 | 36 | 68 | 28  | -32 | Descenso a la Division II                                 |
| 18  | R. Antwerp F.C.            | 34 | 7  | 6  | 21 | 30 | 67 | 27  | -37 | Descenso a la Division II                                 |

PJ = Partidos jugados; PG = Partidos ganados; PE = Partidos empatados; PP = Partidos perdidos; GF = Goles a favor; GC = Goles en contra; Pts = Puntos; DG = Diferencia de goles
[1] Club Brugge compite en la primera ronda de la Copa de la UEFA después de ser eliminado de la Liga de Campeones en la tercera ronda.